# Sankarani
Pour les articles homonymes, voir Sankarani (homonymie).
Le Sankarani est une rivière d'Afrique occidentale qui traverse les territoires de la Guinée, de la Côte d'Ivoire et du Mali. C'est un affluent du Niger en rive droite. 

## Géographie

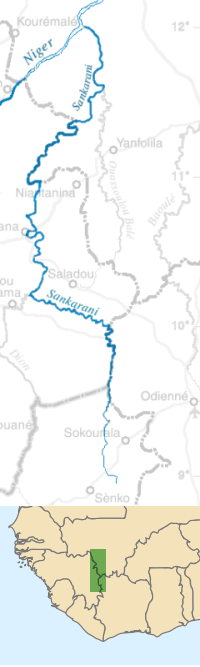
le cours du Sankarani

Le Sankarani naît au nord-ouest de Beyla dans la région de Nzérékoré, au sud-est de la Guinée. Il porte alors le nom Gbanhala et ne prend le nom Sankarani qu'après sa confluence avec la Kourou Kellé. Sa longueur est de plus ou moins 400 km. Dès sa naissance, il coule en direction du nord, et aborde bientôt la frontière ivoirienne qu'il ne franchit pas, mais dont il constitue une partie, puis il repénètre en territoire exclusivement guinéen. Il franchit la frontière malienne dans la dernière partie de son cours. Il y parcourt une bonne centaine de kilomètres - y compris un secteur où il constitue la frontière guinéo-malienne. Peu avant son confluent, on a édifié sur son cours l'imposant barrage de Sélingué créant ainsi un lac artificiel. Il finit par se jeter dans le Niger en rive droite, entre les petites localités de Kangaba et de Kéniéroba.

## Hydrométrie - Les débits à Sélingué
Le débit de la rivière a été observé pendant 27 ans (1964-1990) à Sélingué, localité située non loin du confluent du Sankarani avec le Niger au niveau du barrage homonyme. 
À Sélingué, le débit annuel moyen ou module observé sur cette période a été de 286 m3/s pour une surface prise en compte de plus ou moins 34 200 km2, soit la quasi-totalité du bassin versant de la rivière.
La lame d'eau écoulée dans l'ensemble du bassin atteint ainsi le chiffre de 264 millimètres par an.
Le Sankarani est un cours d'eau abondant et assez bien alimenté en toutes saisons. Le débit moyen mensuel observé en mars (minimum d'étiage) atteint 53 m3/s, soit 18 fois moins que le débit moyen du mois de septembre, ce qui est raisonnable. Sur la durée d'observation de 27 ans, le débit mensuel minimal a été de 14 m3/s, tandis que le débit mensuel maximal s'élevait à 1 800 m3/s.